# 미국 유럽 육군의 전투 서열
다음은 미국 육군 유럽 작전전구과 그 후신조직인 미국 유럽-아프리카 육군의 전투 서열 목록이다.

## 상위부대
- 전쟁부, 1942년 6월 8일
- 육군부, 1947년 9월 18일
- 연합국 원정군 최고사령부, 1943년 11월
- 미국 유럽 사령부, 1952년 8월 1일

## 유럽 전구, 서부 전선
- 주북아일랜드 미군 (United States Forces in Northern Ireland (MAGNET force))[fn 1][1]
1942년 6월 1일, 북아일랜드 기지사령부 (NIBC)
1942년 7월 20일, 북아일랜드 기지섹터 (NIBS)
1943년 11월 1일
제36(XXXVI)관구 -  펜실베이니아주 웨인 카운티 Wilmont House
제37(XXXVII)관구 - 밸리미나
제38(XXXVIII)관구 -  포터다운
제39(XXXVIII)관구 - 오마
1942년 12월 20일, ETO SOS, 서부 기지사령부, 북아일랜드 관구 (Northern Ireland District)
1943년 10월 5일, NIBS 재소집.
- 주아이슬란드 미국 육군(United States Army Forces in Iceland (INDIGO Forces))
- 유럽작전전구 보급근무대 (SOS, ETOUSA)[fn 2]
- 유럽작전전구 COMZ (COMZ, ETOUSA)[fn 3]
- 지상군 보충사령부(GFRC); 1942년
- 지상군 증원사령부; 1944년
- 제6집단군 (미국-프랑스 연합)
- 제12집단군[fn 4]
- 제15집단군 (미국-영국 연합)[fn 5]
- 제1연합공수군[fn 6]
- 육군 항공군
  - 미국 유럽 전략공군[fn 7]
  - 항공수송사령부 (ATC)

SHAEF는 연합작전을 위해 ETOUSA의 미국 제6, 12집단군, 유럽 전략공군, 영국 제21집단군에 대한 작전통제(OPCON)권한을 가졌다. SHAEF와 ETOUSA는 벨기에, 덴마크, 프랑스, 네덜란드 연락임무대를 통해 연락받았다. 또한 ETOUSA는 제12집단군, 프랑스 통신총감와 의용사령부 프랑스 제3군구에 대한 연락단을 운용하였다.

## 미국 유럽 전구군

### 1945년 7월 17일
- 제12집단군
  - 제3군
  - 제7군
    - 브레멘 하위관구

  - 지상군 증원사령부
  - 무덤등록근무사령부
- 베를린 관구
- 주오스트리아 미군
- 주독 미국 해군
- 미국 유럽 전략공군
- COMZEUR
  - 영국 기지섹터
  - 채너(Chanor) 기지섹터
  - 델타 기지섹터
  - 오이세 중간섹터
  - 셴 섹터
  - 조합지역사령부 (Assembly)
  - 브레멘 항만사령부

### 1946년 6월 30일
- 독일 군정청 (부청장)
- 제3군
  - 경찰대
- 주오스트리아 미군
- 미국 유럽 공군
- 미국인 무덤등록사령부
- 대륙 기지섹터
  - 브레멘 하위섹터
  - 서아프리카 관구
  - 서부기지섹터

## 유럽 사령부

### 1947년 11월 15일
- 미국 유럽 육군
  - 미국 경찰대
  - 제1군관구
  - 제2군관구
  - 유럽지역 미국인 묘비등록사령부
  - 브레머하펜 출항만대 사령부, 본부
- 미국 유럽 공군
- 미국 유럽 해군
  - 주독 미국 해군
- 주오스트리아 미군 (USFA)

### 1950년 1월 1일
- 미국 유럽 육군 - 하이델베르크
- 주독 미국 해군 - 베를린
- 미국 유럽 공군 - 비스바덴
- 제7888부대, 특수병력 - 하이델베르크
- 제7966부대, 분견대 - 파리
- 제7721부대, 주오스트리아 미군
- 제7755부대, 부속학교 분견대 - 카를스루에
- 제7893부대, 소련 독일 점령구역 미군연락임무대 - 포츠담
- 제7792부대, 독일 고위의회국 - 프랑트푸르트
- 제7791부대, 미국 베를린 사령관실 - 베를린

### 1950년 12월 31일
- 제7군 - Vainngen
- 주독 미국 해군 - 하이델베르크
- 미국 유럽 공군 - 비스바덴
- 군 포스트
- 기술관리근무부
- 제66방첩분견대 - 슈투트가르트

### 1952년 1월 1일
- 제7군
- 제12공군
- 주독 미국 해군
- 제32대항공기포병여단
- 제66방첩분견대
- 유럽 사령부, 본부, 특수병력대
- 제7961부대/유럽 사령부 분견대
- 군기지
- COMZEUR
- 기술관리부
- 제7755부대/부속학교 분견대
- 제7756부대/감사
- 제7893부대/주동독 소련점령군 군사연락임무대
- 제7950/JAMAG
- 제7791부대/주베를린 사령부
- 제7792부대/주독 고등판무관실
- 제307보충창

## 미국 유럽 육군

### 1952년 8월 1일
- 주요사령부
  - 제7군
    - 제5(V)군단
      - 제1보병사단
      - 제2기갑사단
      - 제4보병사단

    - 제7(VII)군단
      - 제28보병사단
      - 제43보병사단

  - 제12공군
- 예하사령부
  - 제32대항공기포병여단
  - 제66방첩분견대 - 슈투트가르트
  - 제7888부대/미국 유럽 육군, 특수병력대 - 하이델베르크
  - 제7961부대/분견대
  - 군사기지 (Military Post)
  - COMZEUR
  - 기술관리근무대
- 배속
  - 제7755부대/부속학교 분견대 - 카를수르에
  - 제7756부대/감사청(Audit Agency) - 프리트베르그
  - 제7893부대/주동독 소련 점령군 사령관 연락임무대 - 포츠담
  - 제7950부대/JAMAG
  - 제7792부대/주독 고등판무관실 - 프랑크푸르트
  - 제7791부대/주베를린 미군 사령관실 - 베를린

1952년 12월 1일, 미국 유럽 육군 지역사령부
- 본부지역 - 하이델베르크; 1958년 해산
- 서부지역 - 카이저슬라우테른
- 비스바덴 Mil Post - 비스바덴
- 북부지역 - 프랑크푸르트
  - 프랑크푸르트 관구 - 프랑크푸르트
  - Worzurbg 관구
- 남부지역 - 뮌헨
  - 슈투트가르트 관구
  - 누른베르크 관구
  - 아우구스부르크 관구
  - 뮌헨 관구
  - 가르미슈 관구

브레머하펜 Line of Communications 1950~1952년
- 브레머하펜 → 하노버 → 카셀 → 프랑크푸르트
→ 누른베르크
→ 카이저슬라우테른
→ 카를수르에 → 슈투트가르트 → 뮌헨

### 1959년 6월
- 본부, 특수병력대
- 제7군
- COMZEUR
- 남유럽 태스크포스
- 베를린 사령부 - 베를린 미국 통제구역
- 브레머하펜 출만항 - 독일
- 제32육군방공사령부
- 제66방첩대단
- 제513군사정보단
- 제9병원센터
- 제549병원센터
- 유럽 통신사령부
- 국군 네트워크, 육군부대
- 스타스 앤 스트리프스, 다름슈타드 지부
- 프랑크푸르트 공항 Passenger Center
- 주동독 소련군 총사령관, 군사연락임무대
- 카를스루에 부속교육단
- 뉘른베르크 유럽 Exchange System
- 아샤펜부르크 특별근무창
- 도르트문트 제26미사일분견대
- 제44군사경찰분견대 (범죄수사)
- 제528포병단
- 유럽 지부학교
  - 유럽 공병병기학교
  - 유럽 첩보군사경찰특수무기학교
  - 유럽 의료근무학교
  - 유럽 병참-통신학교
- 유럽 군관구

지역사령부
- 북부지역; ~ 1964년
- 서부지역; ~ 1959년, 해산함.
- 남부지역; ~ 1964년
- 동남지역;

1965년, 군관구
- 남바이예른 - 아우크스부르크, 리스(Reese) 막사
- 북바이예른 - Führt, W.O. 다비(Darby) 막사
- 북뷔르템베르크 - 슈투트가르트, 로빈슨 막사
- 북바덴 - Seckenheim, 하몬스 막사
- Palatinate - 카이저슬라우테른, 판처 막사
- 라인란트 - 바트크로이츠나흐
- Taunus - 프랑크푸르트, 3804 막사
- 헤세 - 기센 펜들턴 막사
- 볼겐부르크 Vogelsberg - 하나우, 파이오니어 막사
- Franconia - 뷔르츠부르크, Leighton 막사

### 1968년
- USAEUR/제7군 특수병력대
  - 특수병력단 - 하이델베르크, 패튼 막사
  - 제15항공단 (전투) - 슈베비슈 할, 돌란 막사
  - 제56포병단 - 슈베비슈 그뮌트, 비스마르크 막사
  - 제66군사정보단 - 뮌헨, 맥그라우 막사
  - USAREUR 공병지형원 - 슈베칭겐
- 제7군
  - 제7군 지원사령부
  - 제32육군방공사령부
- 미국 베를린 육군
- COMZEUR
- 남유럽 태스크포스
  - 제1미사일사령부
  - 제8군수사령부
- 제5군단
  - 제8보병사단
  - 제3기갑사단
- 제7군단
  - 제3보병사단
  - 제24보병사단
  - 제4기갑사단

### 1971년
- USAEUR/제7군 전투지원사령부; 1971년 5월 10일
  - 특수병력단 - 하이델베르크, 패튼 막사
  - 제7통신여단 - 샌드호펜, 콜먼 막사; 1970년 2월 24일, 창설
  - 제15항공단 (전투) - 슈베비슈 할, 돌란 막사
  - 제56포병단 - 슈베비슈 그뮌트, 비스마르크 막사
  - 제66군사정보단 - 뮌헨, 맥그라우 막사
  - USAREUR 공병지형원 - 슈베칭겐
  - 제7751부대/제42군사경찰단 (Customs) - 하이델베르크, 캠벨 막사
  - 제9군사경찰단 (범죄조사부서) - 카이저슬라우테른
- 제5군단
- 제7군단
- COMZEUR
- 남유럽 태스크포스 (SETAF)

### 1989년
- 제7군
  - 제190보병여단 - 베를린
  - 제2기갑사단, 3여단 (전방) - Garlstedt
  - 제32방공사령부 - 다름슈타드
    - 제10방공포병여단 - 다름슈타드
    - 제69방공포병여단 - 뷔르츠부르크
    - 제94방공포병여단 - 카이저슬라우테른
    - 제108방공포병여단 - Spangdahlem

  - 제56포병여단 - Schwäbisch Gmünd
  - 제18공병여단 - 카를스루에
  - 제10특전단, 1대대 - 바트 톨즈
  - 제7지원사령부 - 라인베르크
- 제5(V)군단 - 프랑크푸르트
  - 제3기갑사단 - 프랑크푸르트암마인
  - 제8보병사단 - 바트크로이츠나흐
  - 제11기갑기병연대 - 훌다
  - 제12전투항공여단 - 비스바덴
  - 제5(V)군단 포병대
    - 제41야전포병여단 - 바벤하우젠
    - 제42야전포병여단 - 기센

  - 제130공병여단 - 하나우
  - 제18군사경찰여단 - 프랑크푸르트
  - 제3지원사령부 - 비스바덴
- 제7(VII)군단 - 뷔르츠부르크
  - 제1기갑사단 - 안스바치
  - 제3보병사단 - 뷔르츠부르크
  - 제1기갑사단, 3여단 (전방) - Göppingen
  - 제2기갑기병연대 - 누른부르크
  - 제11전투항공여단 - Illeshiem
  - 제7(VII)군단 포병대
    - 제17야전포병여단 - 아우크스부르크
    - 제72야전포병여단 - Wertheim

  - 제210야전포병여단 - 헤르초게나우라흐
  - 제7공병여단 - Kornwestheim
  - 제14군사경찰여단 - 루드윅부르크
  - 제2군단지원사령부 - Nellingen
- 제21전구군지역사령부

### 2000년-2019년
- 제2기병연대
- 제170보병여단[fn 8]
- 제172보병여단[fn 9]
- 제173공수여단전투단
- 제12전투항공여단
- 제41야전포병여단[fn 10]
- 제10육군방공미사일방어사령부
- 미국 육군 NATO 여단

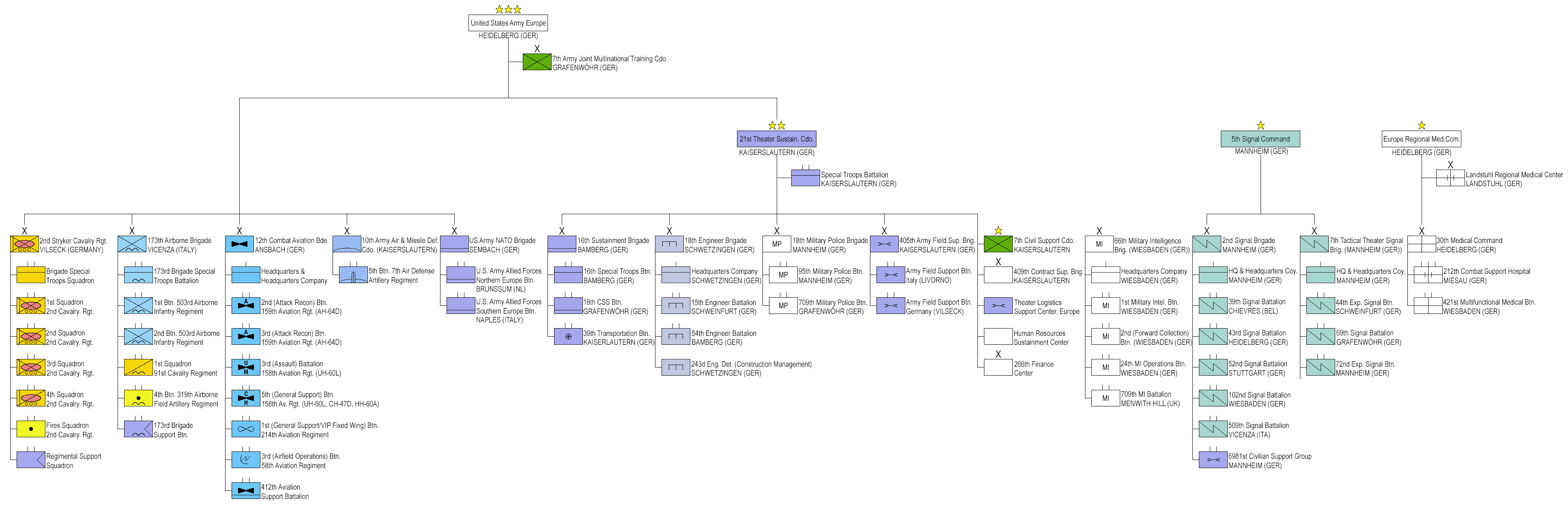
2009년 전투서열 도표

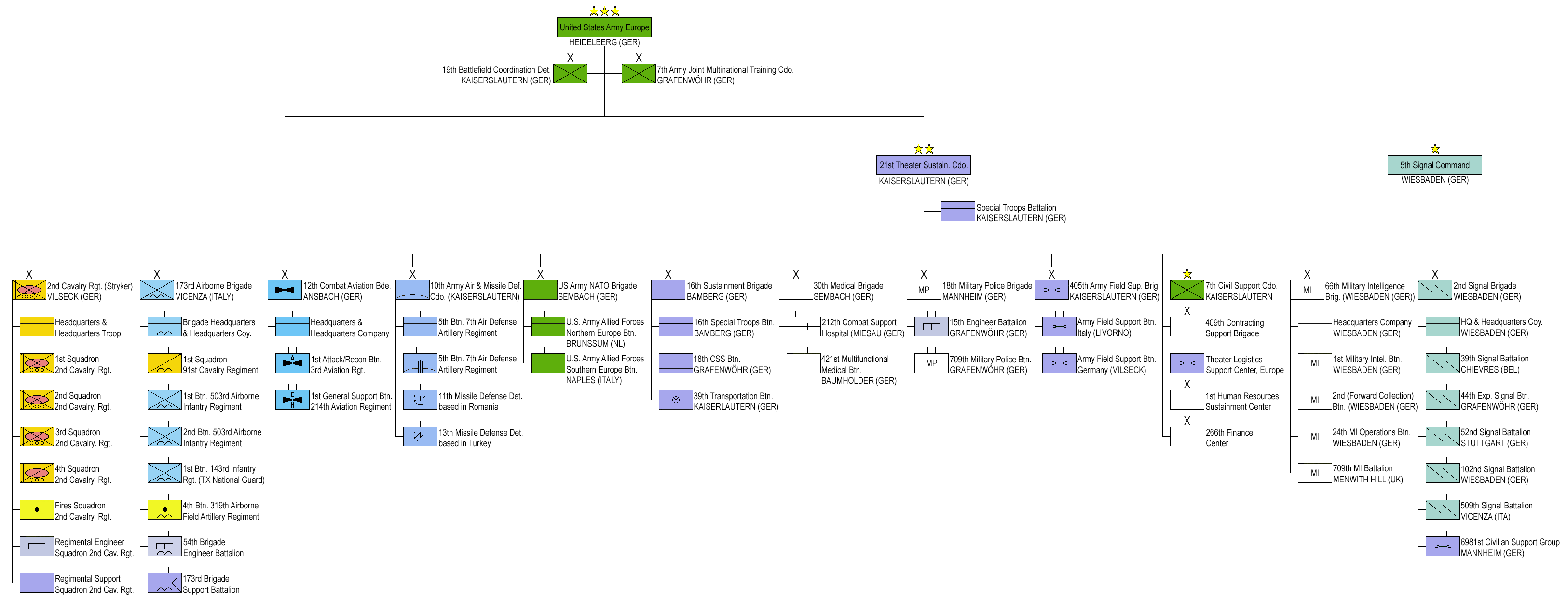
2016년 전투서열 도표

  - 미국 육군 북유럽 연합군대대 - 네덜란드 브룬씜
  - 미국 육군 남유럽 연합군대대 - 이탈리아 나폴리
- 제7군 훈련사령부
  - 그라펜호퍼 훈련지
  - 재병연합훈련소
  - 국제특수부대훈련소 - 풀렌도르프
  - 합동다국적즉응센터
  - 합동동다국적시뮬레이션센터 - 그라펜호퍼
  - 부사관학교 - 그라펜호퍼
  - 유럽 훈련지원처 - 그라펜호퍼
- 제21전구지원사령부
  - 제7임무지원사령부 - 육군 예비군
    - 제361민사여단[fn 11]

  - 제16지원여단 - 밤베르크
    - 제16특수병력대대 - 밤베르크
    - 제18전투유지지원대대 - 그라펜호퍼
    - 제39수송대대 - 카이제슬라우테른

  - 제18공병여단[fn 12] - 슈베칭겐
    - 제15공병대대[fn 13] - 수바인푸르트
    - 제54공병대대 - 밤베르크
    - 제243공병분견대 (건설관리) - 슈베칭겐

  - 제18군사경찰여단
    - 제95군사경찰대대[fn 14] - 만하임
    - 제709군사경찰대대 - 그라펜호퍼

  - 제30의무여단[fn 15] - 독일 셈바치 막사
    - 제212전투지원병원 - Miesau
    - 제421의무대대 (다기능) - 비스바덴
- 제19전장협조분견대

지원부대
- 제5통신사령부[fn 16]
  - 제2통신여단
  - 제7통신여단[fn 17] - 만하임
    - 제44원정통신대대 - 수바인푸르트
    - 제69통신대대 - 그라펜호퍼
    - 제72원정통신대대 - 만하임
- 제66군사정보여단, 비스바덴
  - 제1군사정보대대 - 비스바덴
  - 제2군사정보대대 - 비스바덴
  - 제24군사정보대대 - 독일 비스바덴
  - 제709군사정보대대 - 영국 RAF 멘워스 힐
- 제598수송여단

## 미국 유럽-아프리카 육군

### 2020년-2022년

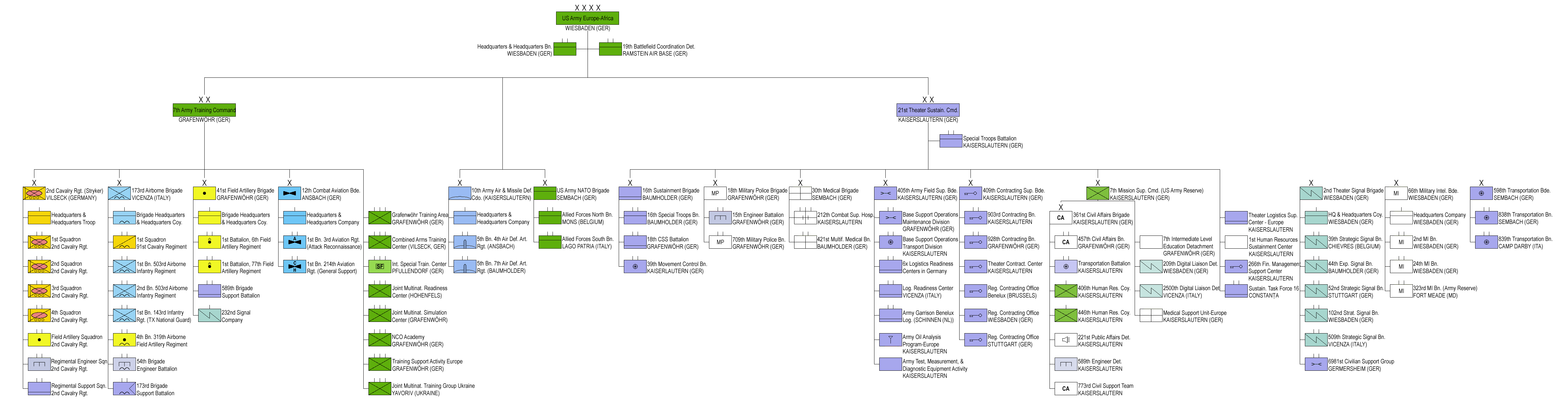
2018년 전투서열 도표

- 제19전장협조분견대 - 람스테인 공군기지
- 제5(V)군단 - 폴란드 포즈난 캠프 코시치우슈코
  - 제2기병연대[fn 18] - Vliseck, 로스 막사
  - 제41야전포병여단[fn 18] - 그라펜호퍼
    - 제6야전포병연대, 1대대
    - 제77야전포병연대, 1대대
    - 제589여단지원대대

  - 제12전투항공여단[fn 18] - 안스바치
    - 제3항공연대, 1대대 (공격)
    - 제214항공연대, 1대대 (종합 지원)
      - 제214항공연대, E중대 (C-12/U-35)

- 제7군 훈련사령부
  - 그라펜호퍼 훈련지
  - 재병연합훈련소
  - 국제특수부대훈련소 - 풀렌도르프
  - 합동다국적즉응센터
  - 합동동다국적시뮬레이션센터 - 그라펜호퍼
  - 부사관학교 - 그라펜호퍼
  - 유럽 훈련지원처 - 그라펜호퍼
- 제21전구지원사령부
  - 제16지원여단 - 밤베르크
  - 제18군사경찰여단
  - 제30의무여단
  - 제405육군야전지원여단 - 독일 카이제슬라우테른
  - 제409계약여단
  - 제7임무지원사령부 (육군 예비군) - 카이제슬라우테른
    - 제361민사여단

- 제2통신여단 (전구) - 비스바덴
- 제66군사정보여단 - 비스바덴
- 제598수송여단 - 셈바치

## 참고

### 인용
1. ↑  “United States Army Forces in Northern Ireland Chronology” (영어). Center of Military History. 2020년 1월 4일에 확인함.
2. ↑  “Orgianization and Functions of the Communications Zone” (PDF) (영어). 1945. 33쪽.
3. ↑  Carter 2005, 31쪽.
4. ↑  Carter 2005, 33쪽.
5. ↑  “United States European Command (1968)”. 《U.S. Army in Germany》 (영어). 2020년 1월 30일에 확인함.

### 자료
- Carter, Donald A. (2005). “Forging the Shield The U.S. Army in Europe, 1951–1962” (PDF) (영어). Washington D.C.: Center of Military History. 2017년 12월 1일에 원본 문서 (PDF)에서 보존된 문서. 2020년 1월 4일에 확인함.